# Varallo Sesia
Varallo Sesia est une commune de la province de Verceil dans le Piémont en Italie.
Elle se trouve le long des rives de la Sesia et est divisée en deux parties par le Mastallone, son affluent, qui sépare la vieille ville, appelée Varallo Vecchio, des zones les plus récentes. Elle combine les activités industrielles et touristiques.

## Géographie
Varallo est presque à l'embouchure du Valsesia dans la plaine de Verceil au confluent du Mastallone et de la Sesia.
Le territoire communal culmine au nord avec la Massa del Turlo (it) (1 960 m), son point le plus bas est au débouché de la Sesia à 398 m d'altitude.

## Histoire
Varallo, entre le 12 septembre 1944 et le 25 avril 1945, fut le siège de la Zone militaire du Valsesia. Cino Moscatelli (it) en était commissaire de guerre, Eraldo Gastone commandant militaire et Aldo Benoni chef d'état-major. Le 11 juillet 1944, la République Partisane du Valsesia (it) a été proclamée, avec Varallo comme capitale.
Varallo, pour Valsesia, est parmi les villes décorées de la valeur militaire pour la guerre de libération (it) avec Médaille d'or pour les sacrifices de sa population et pour son activité dans la lutte partisane pendant la Seconde Guerre mondiale.

## Présentation
Dans les premiers contreforts du Monte Rosa, à six cents mètres d’altitude, sur un promontoire rocheux au-dessus de Varallo, se trouve la colline sainte, le Mont Sacré de Varallo. Cet ouvrage est l’œuvre de l'artistes piémontais de la Renaissance Gaudenzio Ferrari et du franciscain Bernardo Callini. Ils revenaient d’un pèlerinage à Jérusalem et, très impressionnés, voulaient recréer sur le Sacro Monte une nouvelle Jérusalem, une nouvelle Via Dolorosa. La construction eut lieu à la fin du XIVe siècle.
La mise en scène du monde spirituel a été réalisée en quarante-cinq chapelles, et les arrêts du chemin de croix sont d’un réalisme surprenant. Une des scènes les plus impressionnantes est la figuration de la scène du Ecce Homo, sur fond de fresques en trompe-l’œil du peintre Morazzone. Une autre scène, également de la Renaissance, représente le palais de Ponce-Pilate, ce dernier exhibant le Christ enchaîné et couronné d’épines, et haranguant la foule haineuse en lui criant : « Regardez cet homme ! ».
Ces collines saintes furent érigées en tant que lieux symboliques de culte contre l’esprit de la Réforme. C’était de l’art dans un but de propagande. Durant cette époque d’importantes tensions religieuses et politiques en Europe et dans les pays frontaliers de la France et de la Suisse, et en raison des agitations hérétiques catholiques, le Piémont fut aussi déclaré marche frontalière religieuse. Une des plus anciennes installations dans ce parc à thème religieux est de Gaudenzio Ferrari lui-même. Le Christ mourant sur la Croix date de 1522. Des personnages figés dans des attitudes dramatiques représentés par des peintures murales en trompe-l’œil et des figures à taille humaine fusionnent en un nouveau Golgotha. Le rocher de Varallo était déjà un lieu de culte aux débuts de l’ère chrétienne.

## Administration
| Période                                  | Période     | Identité          | Étiquette     | Qualité |
| ---------------------------------------- | ----------- | ----------------- | ------------- | ------- |
| 28 mai 2002                              | 29 mai 2007 | Gianluca Buonanno |               |         |
| 29 mai 2007                              | En cours    | Gianluca Buonanno | Ligue du Nord |         |
| Les données manquantes sont à compléter. |             |                   |               |         |

### Hameaux
Crevola, Roccapietra, Morca, Balangera, Parone, Morondo, Camasco, Locarno, Valmaggia

### Communes limitrophes
Borgosesia, Breia, Cesara, Civiasco, Cravagliana, Madonna del Sasso, Nonio, Quarna Sotto, Quarona, Sabbia, Valstrona, Vocca.

### Évolution démographique
Habitants recensés

## Jumelages
- Die (France)